# Typhrasa gossypina
Typhrasa gossypina (Bull.) Örstadius & E. Larss.), kruchaweczka jedwabistotrzonowa, kruchawka łuskowata – gatunek grzybów należący do rodziny kruchaweczkowatych (Psathyrellaceae).

## Systematyka i nazewnictwo
Pozycja w klasyfikacji według Index Fungorum: Typhrasa, Psathyrellaceae, Agaricales, Agaricomycetidae, Agaricomycetes, Agaricomycotina, Basidiomycota, Fungi.
Po raz pierwszy takson ten opisał w 1789 r. Jean Baptiste François Bulliard nadając mu nazwę Agaricus gossypinus. Obecną, uznaną przez Index Fungorum nazwę nadali mu L. Örstadius i E. Larss.  W 2015 r.
Synonimy:
- Agaricus gossypinus Bull. 1789
- Drosophila gossypina (Bull.) Quél. 1886
- Pilosace gossypinus (Bull.) Kuntze 1898
- Psathyra gossypina (Bull.) Gillet 1875
- Psathyra gossypina f. minor Bres. 1916
- Psathyrella gossypina (Bull.) A. Pearson & Dennis 1948
- Psathyrella xanthocystis P.D. Orton 1960
- Stropharia spintrigera var. semivestita J.E. Lange 1923

Stanisław Domański w 1955 r. nadał temu gatunkowi polską nazwę kruchawka łuskowata. Władysław Wojewoda w 2003 r. uznał ją za niewłaściwą i zaproponował nazwę kruchaweczka jedwabistotrzonowa (wówczas gatunek ten zaliczany był do rodzaju Psathyrella czyli kruchweczka). Po przeniesieniu do rodzaju Typhrasa obydwie polskie nazwy są niespójne z nazwą naukową.

## Morfologia
Kapelusz
Średnica 1–7 cm, wysokość 3–4 mm, początkowo stożkowaty, potem kolejno dzwonkowaty i wypukły, na koniec płasko rozpostarty z garbkiem. Młode okazy o barwie od ciemnobrązowej do ciemnoczerwonawobrązowej z prążkowanym brzegiem. Jest higrofaniczny; w stanie suchym blado ochrowo brązowy. Powierzchnia włókienkowato-klaczkowata, zwłaszcza przy brzegu.
Trzon
Wysokość 2,5 do 10 cm, grubość 0,3–1 cm, walcowaty lub nieco poszerzony przy podstawie. Powierzchnia biaława, u góry oprószona, włókienkowato-kłaczkowata z resztkami zasnówki. Czasami występuje wiszący, prążkowany pierścień.
Blaszki
Szerokie, przyrośnięte, czasami ząbkowane, średnio gęste, w liczbie 30–38. Początkowo blado brązowe, potem ciemnobrązowe z białymi strzępkami.
Miąższ
Cienki, bez wyraźnego zapachu i smaku.
Cechy mikroskopowe
Zarodniki 7–9 × 5–6 × 4,5–5,5 µm, żółtawo-czerwone, jajowate, podkowiaste, elipsoidalne, podłużne, szeroko elipsoidalne, z profilu często migdałowate lub z wgłębieniem, czasem podfazowate. Mają duże i wyraźne pory rostkowe. Podstawki 4–zarodnikowe, 18–30 × 9–11 µm. Pleurocystydy liczne, 35–80 × 10–18 µm, wrzecionowate do stożkowatych, często z długą szyjką, rzadko maczugowate, z jedną, rzadko dwiema dużymi wewnętrznymi gutulami, blade, czasami  żółtymi poniżej wierzchołka. Cheilocystydy dwóch typów: A: podobne pod względem wielkości, kształtu i częstotliwości do pleurocystyd, B: małe, maczugowate, rozproszone do licznych. Krawędzie blaszek rzadko bywają słabo pigmentowane. Skórka zbudowana z komórek o szerokości 15–55 µm. Trama blaszek zbudowana z jasnych strzępek  z rozproszonymi inkrustacjami; wewnątrzkomórkowa warstwa pigmentu czasami występuje między skórka i tramą. Komórki zasnówki 25–120 × 4–10 (–20) µm, cylindryczne lub brzuchate. Występują sprzążki.

## Występowanie
Opisano występowanie Typhrasa gossypina w niektórych krajach Europy oraz w Ameryce Północnej. Jest to gatunek rzadki. W. Wojewoda w 2003 r. podał 5 jego stanowisk na terenie Polski z uwagą, że jego rozprzestrzenienie i stopień zagrożenia nie są znane.
Saprotrof. Owocniki pojawiają się pojedynczo lub w grupkach w lasach liściastych lub iglastych z brzozą, bukiem, dębem, świerkiem lub sosną na kłodach, gałązkach, i zrębkach.

## Gatunki podobne
Typhrasa gossypina charakteryzuje się dużymi, dzióbkowatymi cystydami z wewnątrzkomórkową oleistą gutulą i dość szerokimi zarodnikami. Makroskopowo jest trudny do odróżnienia od wielu gatunków kruchaweczek. Kapelusz zazwyczaj niewielki, o średnicy do 3 cm, ale Peter Darbishire Orton w 1960 r. opisał kapelusz o średnicy 7 cm. Od Typhrasa nanispora odróżnia się większymi zarodnikami. 